# Hot d'or
El Hot de oro, del francés Hot d'or, es un galardón cinematográfico centrado exclusivamente en el mundo de la pornografía. Es el premio más importante al que puede aspirar un actor de este género en Europa. Se entregaron ininterrumpidamente desde 1992 hasta 2001 en Cannes o en París.
Como ocurre con los otros premios del cine convencional existen varios tipos de premios para distinguir las diferentes categorías en las se organiza la consecución de una película.
Se le considera el equivalente porno al festival de Cannes, Palma de Oro e incluso como los premios Óscar del porno.
Lo que han supuesto estos premios al cine porno europeo, es lo que su paralelo estadounidense ve actualmente en los Premios AVN. En un primer momento, el evento se llevó a cabo durante dos semanas en mayo en un complejo hotelero, al mismo tiempo que el Festival de Cine de Cannes
Este hecho, acarreó la amplia cobertura de los medios de prensa que se encontraban en la ciudad y así se logró una importante difusión. La entrega de premios se efectuó en el Hotel Royal Casino a unos 9 km de la Croisette. En 1997, sin embargo, el evento se trasladó al Lido de París.
El más alto galardón otorgado fue el Hot De Oro de honor, que ha sido otorgado a figuras como John Wayne Bobbit, Marc Dorcel, Julia Channel, John Stagliano, Internet Entertainment Group y Ona Zee .
Tras 8 años de ausencia, el festival retornó para conmemorar los 20 años de la creación de la revista Hot Video.

## Fechas y lugares
En la siguiente tabla se muestra un resumen con los lugares y fechas de cada una de las ceremonias.
| Fechas y lugares organizados por ceremonias |                |                    |
| Ceremonia                                   | Fecha          | Lugar              |
| I Ceremonia                                 | 1992           | Cannes             |
| II Ceremonia                                | 1993           | Cannes - Mandelieu |
| III Ceremonia                               | 1994           | Cannes - Mandelieu |
| IV Ceremonia                                | 1995           | Cannes - Mandelieu |
| V Ceremonia                                 | 15 - 5 - 1996  | Cannes - Mandelieu |
| VI Ceremonia                                | 6 - 2 - 1997   | París              |
| VII Ceremonia                               | 20 - 05 - 1998 | Cannes             |
| VIII Ceremonia                              | 19 - 5 - 1999  | Cannes - Mandelieu |
| IX Ceremonia                                | 17 - 5 - 2000  | Cannes - Mandelieu |
| X Ceremonia                                 | 16 - 5 - 2001  | Cannes             |
| XI Ceremonia                                | 20 - 10 - 2009 | París              |
| Fuente: Sitio web oficial                   |                |                    |

## Palmarés

### Actrices

#### Mejor actriz - voto de profesionales
- 2001 : Océane

#### Mejor actriz revelación
- 2001 : Estelle Desanges

#### Mejor actriz europea
| Año  | Nombre          | Imagen                             | Nacionalidad    | A la edad de | Por                                                                              | Nominadas |
| ---- | --------------- | ---------------------------------- | --------------- | ------------ | -------------------------------------------------------------------------------- | --- |
| 2009 | Tarra White     |                                    | República checa | 21 años      | Billionaire d'Alessandro del Mar Private, 2009                                   | |
| 2001 | Daniella Rush   |                                    | República checa | 24 años      | Orgie en noir de Ovidie Marc Dorcel, Francia, 2000                               | |
| 2000 | Laura Angel     | Importez l’image de cette personne | República checa | 25 años      |                                                                                  | |
| 1999 | Nikki Anderson  | Importez l’image de cette personne | Hungría         | 22 ans       | L'Enjeu du Désir de Alain Payet Marc Dorcel, Francia, 1999                       | |
| 1998 | Laure Sainclair | Importez l’image de cette personne | Francia         | 25 años      | Laure dans Las noches de la presidenta de Alain Payet Marc Dorcel, Francia, 1997 | |
| 1997 | Laure Sainclair | Importez l’image de cette personne | Francia         | 24 años      |                                                                                  | |
| 1996 | Coralie         | Importez l’image de cette personne | Francia         | 20 años      |                                                                                  | |
| 1995 | Draghixa        | Importez l’image de cette personne | Francia         | 21 años      | El perfume de Mathilde (Marc Dorcel)                                             | N'J de Bahia por Eros et Thanatos (Colmax) Elodie por Culs en fleur (Euro Vidéo) Tanya Larivière pour Les folles de Q..! (VMD) Maeva por Le Flic, la Pute et les Truands (Blue Mask) Anita Rinaldi por Citizen Shane (VMD) Selen por Dracula (Colmax) Simona Valli por Les malices de Catarina (VMD) Sarah Young por Sex party avec Sarah Young (VMD) |
| 1994 | Tabatha Cash    | Importez l’image de cette personne | Francia         | 21 años      | Rêves de cuir 2 (Colmax)                                                         | N'J de Bahia por Rêves de cuir 2 (Colmax) Dolly Buster por The way of sex (Euro Vidéo) Elodie por Les lolos de la garagiste (Europix) Tanya Larivière por Hot Business (Euro Vidéo) Moana Pozzi por Docteur Angelica (VMD) Beatrice Valle pour L'Esclave (Blue One) Deborah Wells pour La Vénus bleue (VMD)                                           |
| 1993 | Angelica Bella  | Importez l’image de cette personne | Hungría         | 25 años      | La femme du pêcheur (Ragtime)                                                    | Babette por Château de dames (VMD) Beata por Arabica (Colmax) Marine Cartier por Vicieuses brûlantes (Williams' Studio) Eva Orlowski por La marquise est une salope (Penguin/Antarès) Moana Pozzi por Luxure à l'italienne 2 (Anaïs) Silver por Love passions (Alpha/Blue One) Beatrice Valle por Les menteuses (VMD)                                 |
| 1992 | No otorgado     | No otorgado                        | No otorgado     | No otorgado  | No otorgado                                                                      | No otorgado |

#### Mejor actriz extranjera
- 1992: Zara Whites

#### Mejor actriz europea secundaria
- 2001: Estelle Desanges, Proyecto X
- 2000: Sylvia Saint, El contrato de los ángeles
- 1999: Dolly Golden
- 1998: Coralie
- 1997: Olivia Del Rio, La Ruée vers Laure
- 1996: Elodie Chérie

#### Mejor starlette europea
- 2009: Black Angelika
- 2001: Judith Fox
- 2000: Meridian
- 1999: Kate More
- 1998: Jade
- 1997: Nikki Anderson por Sweet Lady
- 1996: Laure Sainclair
- 1995: Barbara Doll
- 1994: Valy Verdi
- 1993: Tabatha Cash
- 1992: no se entregó

#### Mejor actriz francesa
- 2001: Océane, Project X
- 2000: Dolly Golden
- 1995: Coralie
- 1992: Carole Tennessy

#### Mejor starlette francesa
- 2001: Clara Morgane
- 2000: Estelle Desanges

#### Mejor actriz estadounidense
- 2011: Kagney Linn Karter
- 2010: Memphis Monroe
- 2009: Memphis Monroe
- 2008: Phoenix Marie
- 2007: Shyla Stylez
- 2005: Briana Banks, Stunner
- 2003: Briana Banks, Filthy Whore aka 3
- 2001: Tera Patrick, La Croisee du Desir
- 2000: Stacy Valentine
- 1999: Jill Kelly
- 1998: Jenna Jameson, Sexo de fuego, corazón de hielo
- 1997: Jenna Jameson
- 1996: Jenna Jameson
- 1995: Ashlyn Gere
- 1992: Ashlyn Gere

#### Mejor starlette estadounidense
- 2001: Briana Banks
- 2000: Tera Patrick
- 1999: Alisha Klass
- 1998: Stacy Valentine
- 1996: Jenna Jameson
- 1995: Chasey Lain

### Actores

#### Mejor actor - Voto profesional
- 2001 Sebastián Barrio

#### Mejor actor
- 2001: Marc Barrow
- 1997: Richard Langin La pirámide

#### Mejor actor europeo
- 2001: Ian Scott
- 2000: Ian Scott
- 2000: Dolly Golden
- 1995: Christophe Clark, Citizen Shane de Michel Ricaud con Anita Rinaldi
- 1994: Christophe Clark, Delicias y seducción de Michel Ricaud con Deborah Wells
- 1992: Christophe Clark, El payaso de Niels Monitor con Angélica Belle.

#### Mejor actor revelación
- 2000: Marc Barrow, Hotdorix

#### Mejor actor revelación estadounidense
- 2000: Titof
- 1997: Philippe Dean, La pirámide

#### Mejor actor estadounidense
- 2001: Mark Davis, La hija de Justine
- 2000: Randy Spears, DMJ 6
- 1998: Mark Davis, Zazel

### Directores

#### Mejor director
- 2001: Pierre Woodman, Madness

#### Mejor director - Voto profesional
- 2001: Fred Coppula

#### Mejor director revelación
- 1997: Kris Kramski
- 1996: Christophe Clark
- 1995: Rocco Siffredi

#### Mejor director europeo
- 2001: Pierre Woodman
- 2000: Fred Coppula,
- 1999: Alain Payet,
- 1998: Pierre Woodman, Tatiana
- 1997: Pierre Woodman, La pirámide
- 1996: Marc Dorcel
- 1995: Marc Dorcel
- 1994: Michel Ricaud
- 1993: Michel Ricaud

#### Mejor director extranjero
- 1992: John Leslie

#### Mejor director revelación europeo
- 2000: Gabriel Zéro,
- 1999: Fred Coppula,
- 1998: Anita Rinaldi

#### Mejor director estadounidense
- 2000: Michael Ninn, Rituales
- 1998: Kris Kramski

### Hot de Oro de Honor
- 2001: Larry Flynt
- 2001: Sharon Mitchell
- 2001: Paul Fishbein
- 2001: Ovidie
- 2000: Ona Zee
- 1999: Jenna Jameson
- 1999: Laure Sainclair
- 1994: Zara Whites

## Películas

### Mejor película europea
| Año  | Título                  | Distribución      | Nominados |             |
| ---- | ----------------------- | ----------------- | --- | ----------- |
| 2000 | L'Emmerdeuse            |                   | |             |
| 1999 | L'Enjeu du Désir        |                   | |             |
| 1998 | Tatiana                 | Private           | |             |
| 1997 | The Pyramid             | Private           | |             |
| 1996 | La Princesse et la Pute | Video Marc Dorcel | |             |
| 1995 | Citizen Shane           | Vidéo Marc Dorcel | |             |
| 1994 | Délit de Séduction      | Vidéo Marc Dorcel | La doctoresse a de gros seins 2 (Europix) Ejacula (Eve-Blue Mask) Mad sex (Euro Vidéo) Rêves de cuir 2 (Colmax) La scandaleuse Signora (VMD) Sex horror show 2 (FIP) Viva Italia (Colmax)                                     |             |
| 1993 | Arabica                 | Colmax            | Château de dames (VMD) Dr Rocco, Mister sodo (Euro Vidéo) Le marteau pilon 2 (Penguin/Antarès) Les menteuses (VMD) Miss hard-crad se déchaîne (Penguin/Antarès) Perversions Italiennes (Colmax) Portrait Passion (Euro Vidéo) |             |
| 1992 | Non décerné             | Non décerné       | Non décerné | Non décerné |

### Mejor película extranjera
| Año       | Título      | Distributor | Nominados |             |
| --------- | ----------- | ----------- | --- | ----------- |
| 1993-1994 | No otorgado | No otorgado | No otorgado | No otorgado |
| 1992      | La chatte 2 | Anaïs       | Orgies romaines (Colmax) New wave hookers 2 (Anaïs) Pénétrator (LAC) Just for the pleasure (Alpha/Blue one) The masseuse (Colmax) Les aventures de Nikki Finn (VMD) L'enfer italien (Colmax) Putain de cirque (Euro Vidéo Distribution) Tabou IX (Alpha/Blue one) |             |

### Mejor película francesa
| Año       | Título               | Distributor | Nominados |             |
| --------- | -------------------- | ----------- | --- | ----------- |
| 2001      | Stavros              | Colmax      | |             |
| 2000      | La soirée des Connes | JTC         | |             |
| 1999      | Niqueurs-nés         | Blue one    | |             |
| 1993-1994 | No otorgado          | No otorgado | No otorgado | No otorgado |
| 1992      | Rêves de cuir        | Colmax      | Les lolos de la pompiste (Penguin/Antarès) Vue sur maison close (VMD) Les putes de l'autoroute (VMD) Sacrée poupée (Double Défi) Quelques objets du plaisir (Pink Star Video) |             |

### Mejor película estadounidense
| Año  | Título      | Distributor | Nominados |             |
| ---- | ----------- | ----------- | --- | ----------- |
| 2000 | Rituals     |             | |             |
| 1998 | Lisa        |             | |             |
| 1994 |             |             | Les aventures de Pussyman (Anaïs) Buttman contre Buttwoman (LAC) La cité du plaisir (Wild Vidéo) Face dance 1 et 2 (Colmax) New Wave Hookers 3 (Anaïs) Obsessions cachées (Blue One) L'orchidée noire (VMD)                |             |
| 1993 |             |             | Dr Butts 2 (LAC) Femmes caméléons (Anaïs) Instinct animal (Anaïs) Jardin secret 1 et 2 (VMD) L'affaire Savannah (VMD) Mind trips (LAC) Rose volupté 1 et 2 (Anaïs) Sorority blue 1 et 2 (Anaïs) Two women (Alpha/Blue one) |             |
| 1992 | Non décerné | Non décerné | Non décerné | Non décerné |

1992-I ·
1993-II ·
1994-III ·
1995-IV ·
1996-V ·
1997-VI ·
1998-VII ·
1999-VIII ·
2000-IX ·
2001-X ·
2009-XI ·

| Años y números de ceremonia |